# أوسوكي (أويتا)
مدينة يوساكي (بالإنجليزية: Usuki)‏ هي أحد المدن التابعة لمحافظة أويتا. تأسست رسميًا في 01/04/1950. ويقدر عدد سكانها بـ 42464 نسمة حسب تقدير مكتب الإحصاء الياباني لعام 2012. تبلغ مساحة يوساكي 291.07 كم2. بكثافة سكانية تبلغ 146 نسمة/كم2.

## أعلام
- يايكو نوغامي
- هيرومي وادا
- كيكو
- شيغه-رو سو
- تاكيشي سو

## روابط خارجية
- الموقع الرسمي لمدينة يوساكي
- مكتب الإحصاءات البريطاني